# خوی‌لو
خوی‌لو (ترکی آذربایجانی: Xoylu) یک منطقهٔ مسکونی در جمهوری آرتساخ است و در استان شاهومیان واقع شده‌است. ولی هم اکنون تحت کنترل جمهوری آذربایجان است و در شهرستان گران‌بوی واقع شده است. خوی‌لو ۱۹۳۰ نفر جمعیت دارد.